# Musée tchèque de la musique
Le Musée tchèque de la musique  (en tchèque : České muzeum hudby)  (jusqu'en 2001, le Musée de la musique tchèque ou en tchèque : Muzeum české hudby) est un département spécialisé du Musée national de Tchéquie à Prague, qui se concentre sur les documents ayant trait à la musique et à l'instrumentation. Il est situé dans une ancienne église transformée, l'église Sainte-Marie-Madeleine (Malá Strana) (cs), aux numéros 388/2 et 4 de la rue Karmelitská, 388/50 de la rue Újezd (Malá Strana) et 388/10 de Hellichova, dans le quartier de Malá Strana, Prague 1.

## Histoire du bâtiment du musée
Le Musée tchèque de la musique est installé dans le majestueux bâtiment à trois nefs de l'ancienne église Sainte-Marie-Madeleine (Malá Strana) (cs) construite de 1654 à 1679, et conçue par l'architecte Francesco Caratti du couvent dominicain de Malá Strana (cs). L'ancienne église qui se trouvait sur ce site, documentée avant 1329, a disparu lors des émeutes hussites en 1420.
L'église et les monastères ont été supprimés en 1783 dans le cadre des réformes de l'empereur Joseph II.

### Histoire de l'institution
En 1818, le musée national est créé et les collections musicales sont intégrées dans la collection archéologique comme éléments de la culture tchèque et sont conservées dans le palais Nostitz. En 1875, la collection comptait environ 4 000 pièces musicales. En 1891, le bâtiment du musée national de la place Venceslas est inauguré et les collections musicales intègrent le département d'archéologie historique. En 1946, un département de la musique indépendant est créé grâce à l'initiative d'Emil Axman; divers lieux ont été utilisés pour exposer les collections d'instruments de musique comme une partie du monastère de Břevnov en 1950, puis le palais du Prieuré hospitalier de Prague qui a reçu également les archives de partitions musicales; en 1976, le Musée de la musique tchèque a été fondé à Prague.
Après la création d'un département indépendant en 1946, les archives de partitions et la collection d'instruments de musique sont devenues la base du département de la musique et, plus tard dans les années 1990, la base de deux départements distincts : le département de l'histoire de la musique et le département des instruments de musique.
Une nouvelle organisation des fonds de collection a également été créée sur la base des connaissances de musicologie de 1948 puis a évolué depuis lors.
En 1984, le musée a fait don du buste d'Oskar Nedbal au théâtre de Tábor (cs) à Tábor.
Après 1989, le palais a été restitué à l'Ordre souverain des Chevaliers de Malte et un nouveau lieu est recherché. Au bout de 10 ans de recherche, le bâtiment de l'ancienne église de Sainte-Marie-Madeleine est choisi, il abritait jusqu'alors les Archives nationales. En 2001, il est renommé Musée tchèque de la musique. Avant même le début de la reconstruction, les collections du musée au palais de la Grand-Préfecture et dans les dépôts de Terezín ont été touchées par l'inondation de 2002.
Entre 1990 et 1996, le directeur du musée était le Dr Stanislav Tesař (cs), qui a joué un rôle déterminant dans le lancement du processus d'archivage électronique des sources historiques. Dans le même temps, il a contribué à résoudre le problème de la délocalisation dans la première moitié des années 1990.
Depuis 2010, le directeur du musée est le violoncelliste italien Emanuele Gadaleta (cs).
D'importants domaines ou fonds de partitions ont été transférés aux archives de partitions : par exemple, les collections de Václav Jan Tomášek, Jakub Jan Ryba, František Škroup, Josef Srb Debrnov et, en 1918, la vaste et très précieuse collection d'Ondřej Horník.
En 2007-2009, les principaux catalogues du département d'histoire de la musique ont été mis à disposition sur Internet sous la forme de tickets scannés à l'adresse http://retris.nkp.cz.
Depuis 2009, le musée tchèque de la musique publie sa propre revue intitulée Musicalia (https://publikace.nm.cz/en/periodicals/musicalia-journal-of-the-czech-museum-of-music-casopis-ceskeho-muzea-hudby, 1er octobre 2018), qui est publiée en tchèque et en anglais.
Les collections musicales du Musée national ont été présentées au public à plus grande échelle pour la première fois pendant la Seconde Guerre mondiale. Emil Axman a utilisé les collections musicales de la bibliothèque pour préparer l'exposition Chanson populaire tchèque, qui a eu lieu à Hollare en 1940, mais une réalisation plus importante a été l'exposition indépendante de la musique tchèque des 18e et 19e siècles au Musée national de Prague en 1939. L'exposition, composée de 68 pièces, présentait une vue d'ensemble de la musique tchèque de la période 1680-1880 environ, tous genres confondus.
Après la création d'un département musical indépendant en 1946, la tâche principale, après les expositions plus modestes, était de rendre la collection d'instruments de musique plus accessible. Après le déménagement au monastère de Břevnov, une exposition d'instruments de musique tchèques du passé fut préparée dans six salles, qui devint la base d'une exposition permanente ouverte au premier étage du palais du Prieuré hospitalier de Prague en 1954. Au cours de la préparation, les visiteurs ont pu découvrir le passé musical dans les locaux de la Sala Terrena et dans d'autres lieux grâce aux nombreuses expositions sur l'histoire de la musique, les grands facteurs d'instruments tchèques et les interprètes, préparées par le personnel du département de la musique (La vie et l'œuvre d'Antonín Dvořák, De la machine à jouer au gramophone, Josef Šediva, facteur d'instruments tchèques à Odessa, etc.)
Depuis lors, le musée s'attache à  mettre en valeur par leur beauté et leur caractère unique les instruments de musique choisis parmi une collection de 800 instruments de musique originaux.

## Exposition principale au siège du musée

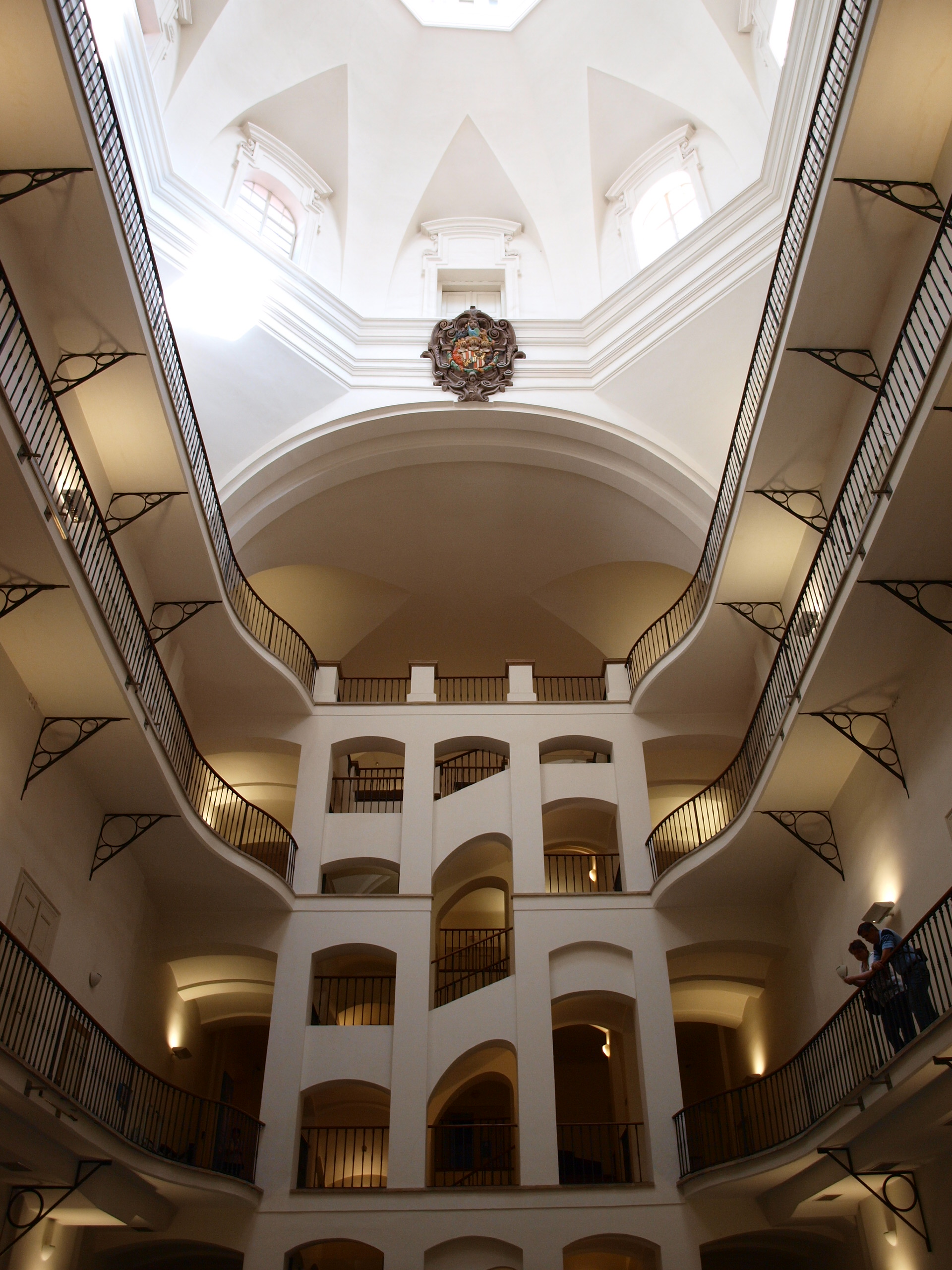
Vue intérieure du musée.

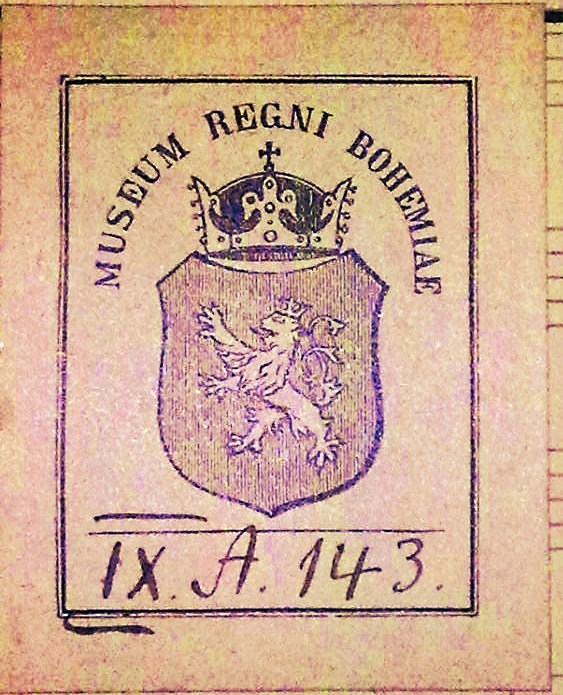
Signature du Musée du Royaume de Bohême avec l'enseigne ”'Museum Regnie Bohemiae'“.

Le Musée tchèque de la musique est installé actuellement dans l'ancienne église Sainte Marie-Madeleine, une église monastique du monastère dominicain de Malostransky. L'église a été progressivement reconstruite au fil du temps jusqu'à sa forme actuelle. Dans le passé, elle abritait également un bureau de poste (à l'époque le seul à Prague), des archives et l'auberge de la gendarmerie, et a servi d'entrepôt et même d'écurie. En 2004, le bâtiment a accueilli le musée de la musique.

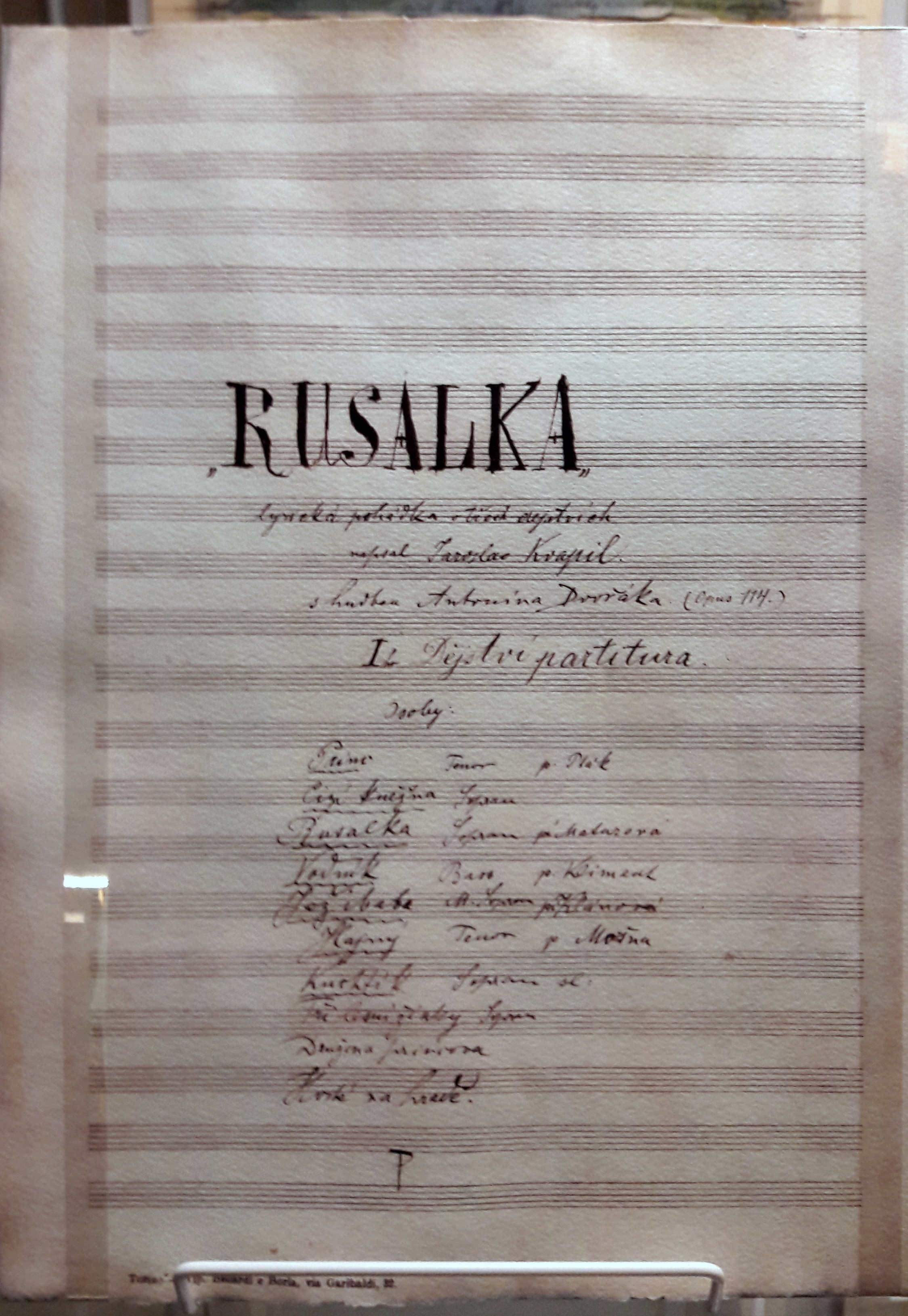
Autographe de l'opéra Rusalka d'Antonín Dvořák.

Des exemplaires d'instruments de musique anciens ou rares, provenant aussi bien d'ateliers de luthiers renommés que d'instruments folkloriques, sont exposés en ce lieu. La collection comprend quelque 400 instruments de musique historiques, dont un piano joué par Wolfgang Amadeus Mozart lors de sa première visite à Prague en 1787.
On y trouve également d'importants originaux de notation musicale d'une sélection de compositions musicales, des documents relatifs à des musiciens, de vieux disques de gramophone et d'autres objets musicaux, y compris des exemples d'enregistrements musicaux individuels.
L'ancienne nef sert également de salle de concert.
Le musée participe à l'événement annuel "La nuit des musées de Prague".

## Autres lieux et collaborations

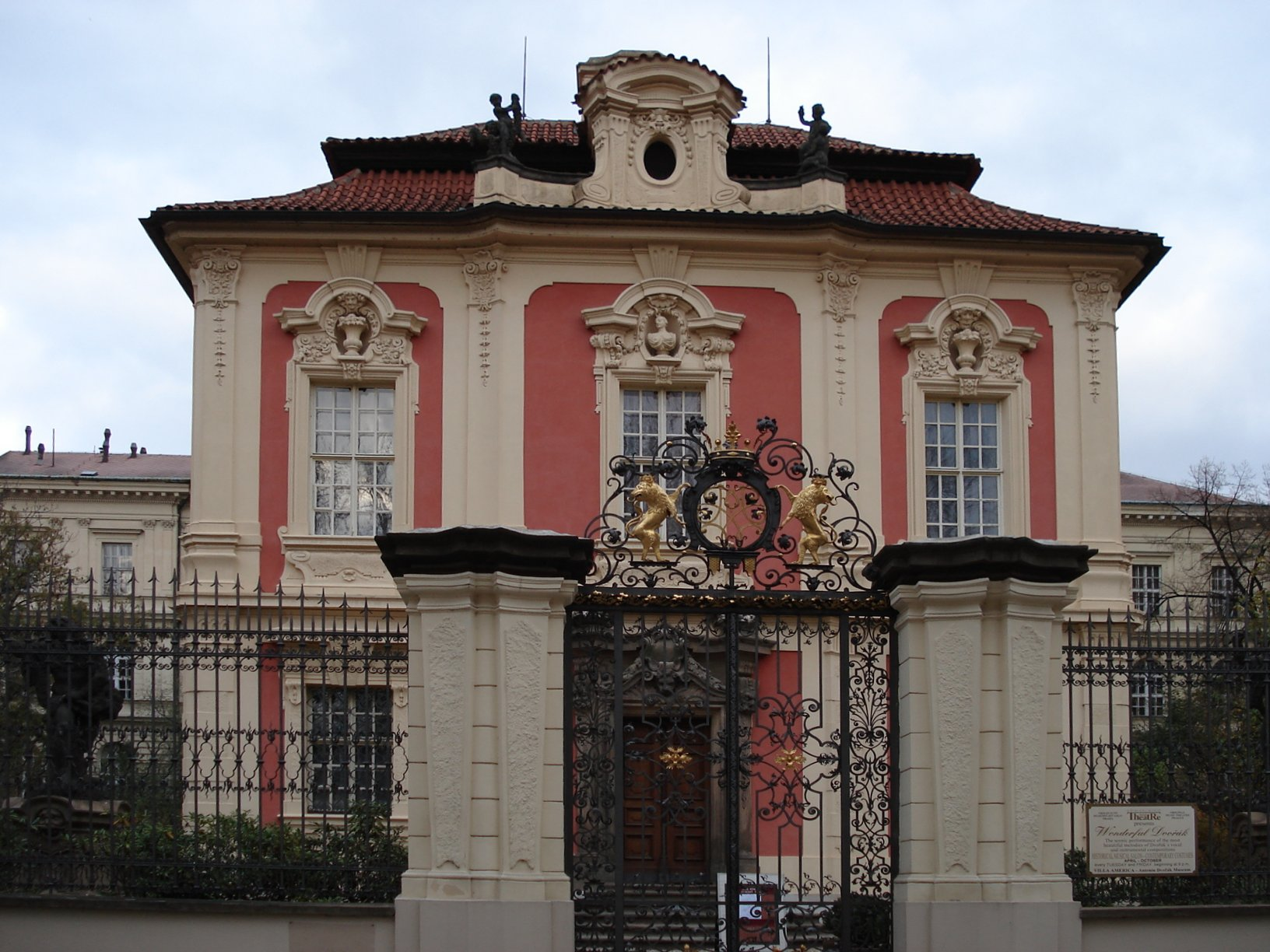
Musée Antonín Dvořák dans la Villa Amerika.

D'autres expositions relèvent officiellement du Musée tchèque de la musique :
- Siège du musée (y compris l'exposition principale Homme - instrument - musique) - rue Karmelitská 4/2 dans le quartier de Malá Strana dans Prague 1.
- Musée Bedřich Smetana - exposition séparée située sur la Novotného lávka (cs) dans la Vieille ville de Prague.
- Musée Antonín Dvořák (cs) - une exposition séparée située dans la Villa Amerika dans le quartier Karlov (cs).
- Mémorial Jaroslav Ježek - Salle bleue (cs) (Kaprova (cs) 10, Prague)
- Mémorial Antonín Dvořák (Nelahozeves 12)
- Musée-Mémorial de Bedřich Smetana (cs) (Jabkenice)
- Mémorial Josef Suk (cs) (Křečovice 3)
- Musique sans musiciens - machines à sous et machines à musique (Château d'Hořovice).
- « Piano ? Piano ! Piano ! Le mystère et la beauté des instruments à clavier à travers les siècles » (Château de Litomyšl)

## Collection nationale d'instruments de musique
La collection nationale d'instruments de musique est l'un des départements du Musée tchèque de la musique, qui fait partie intégrante du Musée national.
Les instruments de musique sont collectionnés par le Musée national depuis le début de son existence. À l'origine, les instruments étaient collectés par le département d'archéologie historique, mais en 1946, ils ont été intégrés au Musée tchèque de la musique. En 1953, une collection distincte d'instruments à cordes de qualité supérieure, destinés aux concerts, a été constituée. Ces instruments sont confiés à d'éminents artistes tchèques ou à des adeptes prometteurs de l'art musical sur la base d'un contrat de location à durée déterminée.
Les instruments sont répartis en cinq catégories en fonction de leur valeur assurée (plus la valeur de l'instrument est élevée, plus la catégorie est importante), et le prix de location payé par les musiciens est basé sur cette valeur.
Liste actuelle des instruments à cordes de la collection nationale d'instruments de musique :
- Violon

| I.   | 1/2 Homolka            | k zapůjčení |
| I.   | 3/4 Salo, dílna Strnad | zapůjčeno   |
| II.  | Camilli                | k zapůjčení |
| II.  | Gagliano               | k zapůjčení |
| II.  | italský anonym         | k zapůjčení |
| II.  | Nicolas                | zapůjčeno   |
| II.  | Pilař                  | k zapůjčení |
| II.  | Pilař                  | k zapůjčení |
| II.  | Strnad                 | k zapůjčení |
| III. | Guarneri               | k zapůjčení |
| III. | Špidlen                | zapůjčeno   |
| IV.  | Degani                 | k zapůjčení |
| IV.  | Testore                | k zapůjčení |
| IV.  | Lupot                  | k zapůjčení |
| IV.  | Pressenda              | k zapůjčení |
| IV.  | Tecchler               | k zapůjčení |
| IV.  | Tononi                 | k zapůjčení |
| V.   | Guarneri del Gesù      | k zapůjčení |
| V.   | Ruger                  | k zapůjčení |
| V.   | Stradivarius           | k zapůjčení |

- Alto

| II. | A. et H. Amati | k zapůjčení |
| II. | A. et H. Amati | k zapůjčení |
| II. | Pilař          | k zapůjčení |
| II. | Strnad         | k zapůjčení |
| IV. | Bernardel      | zapůjčeno   |

- Violoncelle

| II. |  | Castello     | k zapůjčení |
| II. |  | Cerutti      | zapůjčeno   |
| II. |  | Lupač        | k zapůjčení |
| II. |  | Lupač        | k zapůjčení |
| IV. |  | Bott         | k zapůjčení |
| IV. |  | Gagliano     | zapůjčeno   |
| IV. |  | Rogerius Bon | k zapůjčení |
| IV. |  | Grancino     | k zapůjčení |
| IV. |  | Guadagnini   | k zapůjčení |
| IV. |  | Montagnana   | k zapůjčení |

## Dans les films
Le bâtiment du musée est apparu dans les films suivants :
- Modelář (cs) (2020, réalisé par Petr Zelenka) - l'endroit d'où le personnage principal Pavel a dirigé une attaque de drone sur Dick Cheney.